# 静岡県立浜北西高等学校
静岡県立浜北西高等学校（しずおかけんりつ はまきたにしこうとうがっこう）は、静岡県浜松市浜名区にある県立の高等学校である。地元の人には、“北西（きたにし）”という愛称で親しまれている。

## 設置学科
- 普通科
  - 普通クラス
  - 特進クラス

2・3年では、文系理系さらに、A類型とB類型は一般クラスと特進クラスに分かれる。

## 沿革
- 1979年4月 - 静岡県立浜北西高等学校として開校
- 1992年4月 - 国際文化クラスを設置
- 2006年4月 - 国際文化クラスの募集を停止
- 2018年11月 - 創立40年記念式典

## 基礎データ

### 所在地
- 静岡県浜松市浜名区新原4175-1

## 学校行事
| 4月 入学式 遠足 6月 槙の葉祭（文化祭） 7月 | 10月 体育大会 芸術鑑賞会 12月 修学旅行 球技大会 | 1月 かるた大会 2月 マラソン大会 3月 卒業式 球技大会 |

## 生徒会活動、部活動など

### 運動部
- 弓道部
- 剣道部
- サッカー部
- 柔道部
- 水泳部
- ソフトボール部
- 卓球部
- テニス部（男・女）
- バスケットボール部（男・女）
- バレーボール部（男・女）
- 野球部
- 陸上競技部

### 文化部
- 囲碁部
- 英語部
- （ボランティア）
- 演劇部
- 家庭部
- 華道部
- サイエンス部
- 茶道部
- 書道部
- 新聞部
- 吹奏楽部
- 数学部
- 写真部
- 美術部
- 文芸部
- パソコン部
- 放送部

## 主な出身者
- 阿部卓也（静岡県議会議員）[1][2][3]
- 小林沙苗（声優）
- 森元なお子（元静岡県議会議員）
- 大橋純一郎（競艇選手、静岡支部所属）
- 橋本真由美（柔道選手）
- 馬場雅子（バレーボール選手、柏エンゼルクロス所属）
- 前嶋和弘（上智大学総合グローバル学部教授、アメリカ学会会長)
- 崎山蒼志（シンガーソングライター）

## アクセス
- 遠州鉄道浜北駅から徒歩約40分
- 遠鉄バス内野台線 ｢グリーンアリーナ入口｣停留所から、徒歩20分
- 平日登校時に限り、遠鉄バス内野台線「浜北西高校行き」が運行される。（内野台車庫から先、妙蓮寺前・グリーンアリーナ入口・平口不動前は降車専用）
- 浜松市浜北コミュニティバス北浜麁玉線西コース（月曜・木曜（12月29日〜1月3日を除く）のみ運行）「浜北西高校」停留所から徒歩約2分